# Neolitikum

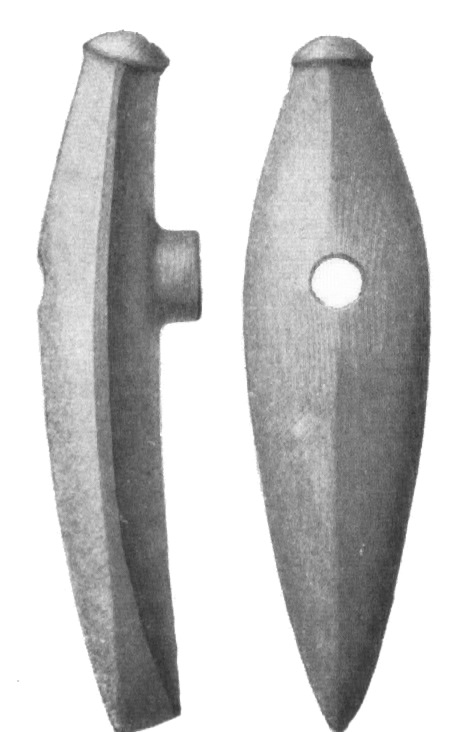
Stridsyxekulturens vapenyxa

Neolitikum, yngre stenåldern, är en period i människans forntid. Begreppet bondestenålder som tar fasta på den vanligaste försörjningsformen är en förenkling då det finns neolitiska kulturer som inte vilar på jordbruk. Under den yngre stenåldern etablerades jordbruk och boskapsskötsel. Människan blev mera bofast eftersom jordbruk kräver skötsel av åkrar och lagring av mat kräver större bofasthet. Redan under senare mesolitikum i Norden fanns större relativt fast bebodda basboplatser ofta vid kusten och åmynningar. Befolkningen i ett jordbrukssamhälle ökar snabbt och den tillgängliga energin i matproduktionen ökar kraftigt, men det krävs ökade arbetsinsatser med markberedning, skörd och matberedning, främst att mala och tröska skörden. Den ökade arbetsinsatsen gynnar en befolkningsökning åtminstone till dess att lämpliga jordar som är tillgängliga har tagits i anspråk. Jordbrukets introduktion i Norden har varit omstridd. Neolitiseringen eller införandet av jordbruk har diskuterats under lång tid och fortfarande återstår många frågor. På 1930-talet såg man det som naturligt att det var invandrande jordbrukare som introducerade försörjningsformen. I Danmark fördes på 1950-talet en stor debatt mellan CJ Becker och kvartärgeologen J Troels Smith om jordbruksintroduktionen i Danmark. Troels Smith hävdade att Erteböllekulturen var en jordbrukskultur, se "Ertebøllekultur - bondekultur " I Sverige ägde en samtidig debatt rum mellan Axel Bagge och kvartärgeologen Sten Florin angående den av Florin upptäckta Vråkulturen i Sörmland. Florins tidiga kvartärgeologiska dateringar av Vråkulturen bestreds av Axel Bagge. Idag vet vi att de sydsvenska dateringarna på 1950-talet av tidiga neolitiska fynd var fel och att Florins sörmländska var bättre, men moderna C-14-dateringar har löst problemet. De tidigaste neolitiska fynden i södra Skandinavien är samtida med de sörmländska och vi har inget underlag för att hävda en intern jordbruksutveckling i Sörmland före övriga Skandinavien.

## Neolitiseringen i Norden
Ganska exakt 3950 f.Kr. visar C14-dateringar runt om i Skandinavien att det skedde en stor förändring både kulturellt, där föregående jägar- och samlarkulturer ersattes av områdets första kultur (trattbägarkulturen eller TRB) med jordbruk och boskapsskötsel, och vegetationshistoriskt med tydliga spår av en medveten insats för att öppna landskapet för odlingen och boskapens skull. Arkeologiskt beläggs detta genom den stora spridningen av den första flintyxtypen inom TRB, den spetsnackiga flintyxan typ 1, som återfinns från södra Danmark till Dalälven i Sverige och längs den norska kusten, vilket antyder att ett neolitiskt försörjningssätt etablerades i hela detta område nästan samtidigt. Pollenanalyser som visar spår efter ogräs och andra kulturväxter verkar bekräfta detta. Däremot var det oklart exakt varifrån nyheterna kom, vem eller vilka som drev på denna utveckling och hur själva skiftet förlöpte.

### Invandring eller lokal utveckling
Under efterkrigstiden var det modernt inom arkeologin att söka efter lokala former av utveckling. Sådana tankar blev också vanliga i Sverige. Ett exempel är Kristina Jennberts doktorsavhandling Den produktiva gåvan. Nyare genetiska studier har dock visat att jordbruket kom med invandrande befolkningsgrupper som ca 4000 f.Kr. spreds snabbt över hela södra Skandinavien upp till Mellansverige och sydvästra Norge. Den ökande befolkningen skapade förutsättningar för nya samhällsorganisationer i stammar och hövdingadömen. Gruppernas stora befolkning gav underlag för nya religiösa idéer som tog sig uttryck i  byggande av megalitgravar och stora samlingsplatser; ett av de mest kända exemplen är Stonehenge i England som uppfördes under neolitikum.
Neolitikum följer i Europa på mesolitikum medan perioden följer direkt på paleolitikum, där jordbruket introducerades i bördiga halvmånen. Övergången till jordbruk är en av de allra mest omvälvande förändringarna i människans historia. Den centrala förändringen är att man börjar odla grödor. Med odlandet följde domesticerande av djur och uppfödande av boskap. Detta skedde på olika platser och världsdelar, oberoende av varandra, med början för ungefär 10 000 år sedan. Från sina ursprungliga platser har de nya metoderna spritt sig till resten av mänskligheten genom diffusion eller folkförflyttningar.

## Den neolitiska revolutionen
Den neolitiska revolutionen är ett begrepp som den australiske arkeologen Gordon Childe myntade på 1930-talet för samhällsförvandlingen från jägar- och samlarsamhället till ett samhälle där människorna i huvudsak försörjer sig genom jordbruk och djurhållning. Detta är också den förändring som markerar övergången mellan äldre och yngre stenåldern. De äldsta spåren av sädesodling och djurhållning är cirka 11000 gamla. Jordbruket uppkom i Sydvästasien (bördiga halvmånen), men en självständig utveckling mot jordbruk ägde också rum i Mellanamerika och Kina. Jordbruket spred sig sedan på 7000 år till Norden. Uttrycket "den neolitiska revolutionen" syftar på den stora effekt denna förändring hade på de samhällens organisation som började odla istället för att leva som jägare och samlare.

## Teorier om neolitiseringen
Det finns många förklaringsmodeller för övergången till jordbruk.

### Oasteorin och andra
Raphael Pumpelly framlade i sin redogörelse för utgrävningarna av fyndplatsen Anau i ryska Turkestan 1904 den så kallade uttorknings- eller oasteorin, för att förklara livsmedelsproduktionens uppkomst (Explorations in Turkestan, 1908). Han hävdade att när Främre Orienten blev mycket torrare efter den senaste istiden tvingades jägar- och samlarfolken där att samlas kring de återstående vattenkällorna och "erövra nya försörjningsmöjligheter" genom att tämja vilda djur och börja odla växter. Den teorin skulle bli ytterst populär bland Gamla världens arkeologer under de följande årtiondena. Oasteorin har idag övergetts av forskningen.
Teorierna om neolitiseringen kan delas i två huvudgrupper, externa modeller och interna modeller. De externa gruppen omfattar ett dussintal med benämningar som Oasteorin (1908), Bergssluttningsteorin (1948,1960), Avlingförsvarsteorin (1963), Befolkningsteorien (1968), Yngre dryas-teorien (1992 + 1995), Årstidsteorien (1991) och Konkurrensteorien (1999). Dessa teorier är "externa" för att de pekar på yttre förhållanden, där till exempel klimatiska förändringar motiverade människorna att intensifiera sin matproduktion och husdjurshållning. 
- Bergssluttningsteorin som föreslogs av Robert Braidwood 1948, föreslog att jordbruket började på bergsluttningar i Taurus och Zagrosbergen, och att jordbruket utvecklade sig från intensiv insamling av vilda sädesväxter i området.[6][7]
- Gilleteorin föreslogs av Brian Hayden,  att jordbruket introduktion drevs av framhävande av makt, för att hålla stora gillen och fester för att utöva dominans.[8] Det innebar att man samlade samman stora kvantiteter av mat, vilket gynnade  jordbruksproduktion. Hayden menade alltså att social hierarki kom före jordbruket.
- Befolkningsteorin föreslogs av den amerikanske geografen Carl Sauer,[9]  och förändrades lite av Lewis Binford och Kent Flannery. Teorin ledde från en ökande fastboende befolkning som växer i storlek till att sätta press på avkastningen i den lokala miljön, och det fordrades mer mat än vad som kan samlas in. Olika sociala och ekonomiska faktorer bidrog sedan till främja behovet av matproduktion.
- Avlingförsvarsteorin förespråkades av forskarna Frederik Zeuner och David Rindos.[10] Den går ut på att jordbruk var en evolutionär anpassning av växter och människor. Domesticeringen började med att befolkningen skyddade bestämda vilda växter mot betande vilda djur, och det ledde till specialisering av platser och därefter tämjning och domesticering av både växtarter och sedan av husdjur.

- Yngre Dryas-teorin. Arkeologerna A. M. T. Moore och G. C. Hillman (1992), med bidrag från Ofer Bar-Yosef och R. H. Meadow (1995) pekar på, att det varma klimatet vid starten av Holocen ledde till en spridning av vitala djur- och växtarter norrut i den fruktbara halvmånen. Vid det följande torra och kalla klimatet under Yngre Dryas inträffade en födokris, som tvingade den större befolkningen till att intensifiera husdjurshållning och odling.[11]

- Årstidsteorin. Arkeologerna J. McCorriston och F. Hole (1991) menade, att  under Yngre Dryas uppstod större årstidsvariationer än tidigare, och att varmare, mera torra somrar främjade spridningen av sädesslag in i området med begynnande bybosättningar och ett betydande befolkningstryck.[12]

- Konkurrensteorin. Melinda Zeder (1999) menade, att de nya växtarter som spriddes  tidigt i Holocen, blev skördade av både människor och djur, och att denna  ökade kontakt med växtätande djurarter förde till en gradvis process mot domesticering.[13]

### Interna teorier
De interna modellerna ger förklaringar som tar fasta på det mänskliga samhällets inre utveckling. Andra förklaringar kan vara av social art, eftersom jordbrukande samhällen medför en annan organisation som ofta ger en utpräglad hierarkisk skiktning.
Trevor Watkins vid Universitetet i Edinburgh visar att utbredd odling av säd i större delar av Den bördiga halvmånen uppstår först omkring 8 800 f.Kr. I så fall startade den intensivare odlingen först efter yngre dryas, kanske på grund av befolkningstryck eller andra sociala orsaker.
Dessa fakta gynnar "interna teorier" för skiftet till jordbruk och husdjurshållning, där man fokuserar mer på människans aktiva roll, och mindre på externa faktorer utanför människans kontroll. Det är nu väl dokumenterat att bofast befolkning och byar kom före jordbruket. Eynan i Israel och Hallan Çemi och Göbekli Tepe i Turkiet är bara tre av många föragrikulturella byar. Flera byar uppstod utan kultiveringsjordbruk.
- Social mobiliseringsteori: Klaus Schmidt, som arbetat vid  Göbekli Tepe[14]menar att de stora kollektiva arbeten som ligger bakom monumentbygget i denna för-jordbruksbyn, kan ha stimulerat överskottsproduktion i omkringliggande byar genom intensifierat jordbruk för att möjliggöra den mobilisering av arbetskraft som ligger bakom.
- Gillesteorin (1995): Arkeologen Brian Hayden tolkar fynden i Göbekli Tepe med gillesteorin för framväxten av jordbruk i den bördiga halvmånen. Han menar att hierarki och samhällsmakt kom före jordbruket, och att ökande social konkurrens mellan tätare befolkade grupper av jägare, och mer fokus på gåvor och gengåvor, som kom att accelerera denna utveckling vid överskottsproduktion genom lantbruk

## Konsekvenser
När väl odlandet hade kommit igång, förändrades de odlade växternas genetiska egenskaper. Detta medförde att de till exempel fick högre energiinnehåll. De första grödor som domesticerades på detta sätt var spannmål. Växter som hade oönskade egenskaper som obehaglig smak eller små frön klarade sig sämre i den nya situationen, där människor i hög grad påverkade växternas förutsättningar. 
När de tidiga odlarna hade lärt sig tekniken väl och fått bra grödor, fick de ett överskott som behövde lagras. Det nomadiska livet de hade tidigare gjorde att det var svårt att lagra mat. Kombinationen av bofast livsstil och spannmål som basföda gjorde lagring av mat möjlig. Med större tillgång på mat ökade befolkningen och specialisering i olika yrkeskategorier blev möjlig. Detta ledde i sin tur till ytterligare utveckling av avancerad teknik. 
Jordbruket krävde i viss mån en bofast livsstil och kunde ge tillgång till betydligt mer mat per ytenhet. Detta medförde att människorna kunde leva i större grupper än tidigare. Den neolitiska livsstilen var också mer arbetsintensiv och betydde troligen att varje familj behövde fler barn, något som ytterligare bidrog till befolkningsökningen. De större och tätare samhällena stimulerade i sin tur utvecklandet av nya maktstrukturer. Matöverskottet gjorde att hövdingar kunde försörjas av den underlydande befolkningen och inte själva behövde arbeta på fältet för att få tillgång till mat, utan denne fick andra arbetsuppgifter istället. Senare gav domesticerade djur tillgång till nya textilmaterial och transportmetoder. 
Den bofasta livsstilen var svår för jägar- och samlarkulturer. De hade svårare att vara bofasta, för det var lätt att förbruka lokala födoresurser, t.ex. ätbara växter och jaktbart vilt. Dock kunde storskaligare fiske med konservering i form av torkning och fermentering ge underlag för relativt fasta basboplatser även före jordbruket. När man började med jordbruk tvingades man att skaffa fram mat även till tamdjurens behov, vilket dock skedde med ängsslåtter, lövtäkt, betesmark och i mycket liten utsträckning på åkermark. Man kunde i kallare klimat, genom att samla foder i förråd som skyddas från vilda djur, bättre hålla tamdjur som inte kunde beta ute på vintern. Odling av vall och kraftfoder hör till det moderna jordbruket.
Ytterligare en konsekvens av neolitiseringen var att kosten blev ensidigare och en rad nya sjukdomar (bland annat karies) uppkom för första gången hos människor.
En annan konsekvens var den förändrade synen på fortplantning. Från att tidigare ha trott på "Den stora modern" som alltings skapare övergick många till att tro på "Den stora fadern" som alltings skapare eftersom man jämförde spermier med frön och kvinnor med åkermark. Denna förändrade världsbild kom även att påverka många av de religioner som växte fram under denna period, som t. ex. de abrahamitiska religionerna.[källa behövs]

## Utbredning och historia
Övergången från ett mindre bofast jägar- och samlarsamhälle var en mycket lång process, som bäst kan följas längs de bergiga utkanterna av ”den bördiga halvmånen” i Främre Orienten, d. v. s. höglandet längs Zagrosbergen i öster och Levanten i väster i nuvarande Irak och Iran.
Ett betydelsefullt steg togs, när jägarna började specialisera sig på ett visst villebråd, i Zagrosområdet exempelvis på getter, d. v. s. tänkbara prototyper till tamfåret. Än mer betydelsefullt blev det specialiserade sökandet efter vissa vilda sädesslag som så småningom kunde börja odlas. Redan omkring 8000 år f.Kr. odlades i både Zagros och Levanten tvåradigt korn (Hordeum spontaneum), emmer (Triticum dicoccoides) och enkorn (Triticum boeoticum).
De vilda prototyperna till dessa odlade sädesslag förekommer fortfarande i dessa områden, och deras utbredning ger, med hänsyn tagen till vissa klimatförändringar under de senaste tiotusen åren, en god fingervisning om var de första odlingsförsöken gjorts. De var troligen en nödvändig anpassning till klimatet efter den senaste nedisningen med påföljande svåra försörjningsproblem.
Övergången till ett bofast levnadssätt skedde mellan det nionde och sjunde årtusendena f.Kr. i de delar av sydvästra Asien där prototyperna till de första domesticerade djuren förekom i vilt tillstånd, och till de mera betydelsefulla boplatserna från den här tiden hör Shanidar och Jarmo i det kurdiska området samt Jeriko i den s. k. natufienkulturen.
Omkring 6000 f.Kr. var dessa tidiga bondesamhällen så pass utvecklade, att folk bodde i byar byggda av soltorkat tegel. De gamla husgrunderna bildar de s. k. tells, konstgjorda kullar med olika bosättningar under lång tid. Keramik uppträder för första gången. Grunden var lagd till de senare framväxande, skriftförsedda högkulturerna i dalgångarna kring Eufrat och Tigris, Indus och Nilen.
De första jordbrukarna i Europa invandrade till Grekland från Främre Orienten och bildade bl. a. Sesklokulturen i Thessalien omkring 5500 f.Kr. Över Centraleuropa spred sig sedan de bandkeramiska kulturerna. Viktiga tidiga jordbrukskulturer utgör bl.a. Starcevo i Jugoslavien, Körös i Ungern, Camp de Chassey i Frankrike och Windmill Hill i England.
Ungefär samtidigt uppstod i Kina den första jordbrukskulturen, Yangshaokulturen, med hirs och ris som viktiga sädesslag. På den amerikanska kontinenten var situationen delvis en annan, grödorna var av helt annat slag än de som fanns i Gamla världen och majsen blev tidigt, omkring 5500 f.Kr., det viktigaste sädesslaget för systematiskt insamling. Jordbrukets framväxt skedde bl. a. i Mexiko (Tehuacándalen och Sierra Madre), och ca 3400 f.Kr. dök de första spåren av majsodling upp, tillsammans med odling av bönor och pumpa. Här, liksom i floddalarna i Gamla världen, bidrog det bofasta levnadssättet snart till uppkomsten av en rad högkulturer.
Omkring 4300 f.Kr. nådde bönderna för första gången Norden med den s. k. trattbägarkulturen. Man odlade vete och korn (enkorn och emmer) i svedjebruk och höll sig med hornboskap, får och svin. Till våra tidigaste boplatser i Sverige från tidig-neolitisk tid hör Oxie och Värby i Skåne samt Östra Vrå i Södermanland. Som plog använde man tidigt årder, men först under bronsåldern (1800–500 f.Kr.) kan typerna fastställas med hjälp av plöjningsscener på hällristningarna: krokårder, bågårder och stångårder, av vilka det enkla krokårdret troligen var vanligast.